# Raimbaut de Vaqueiras

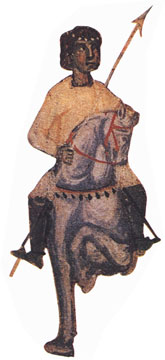
Raimbaut de Vaqueiras – Darstellung aus Bibliothèque Nationale, MS cod. fr. 12473, 13. Jahrhundert

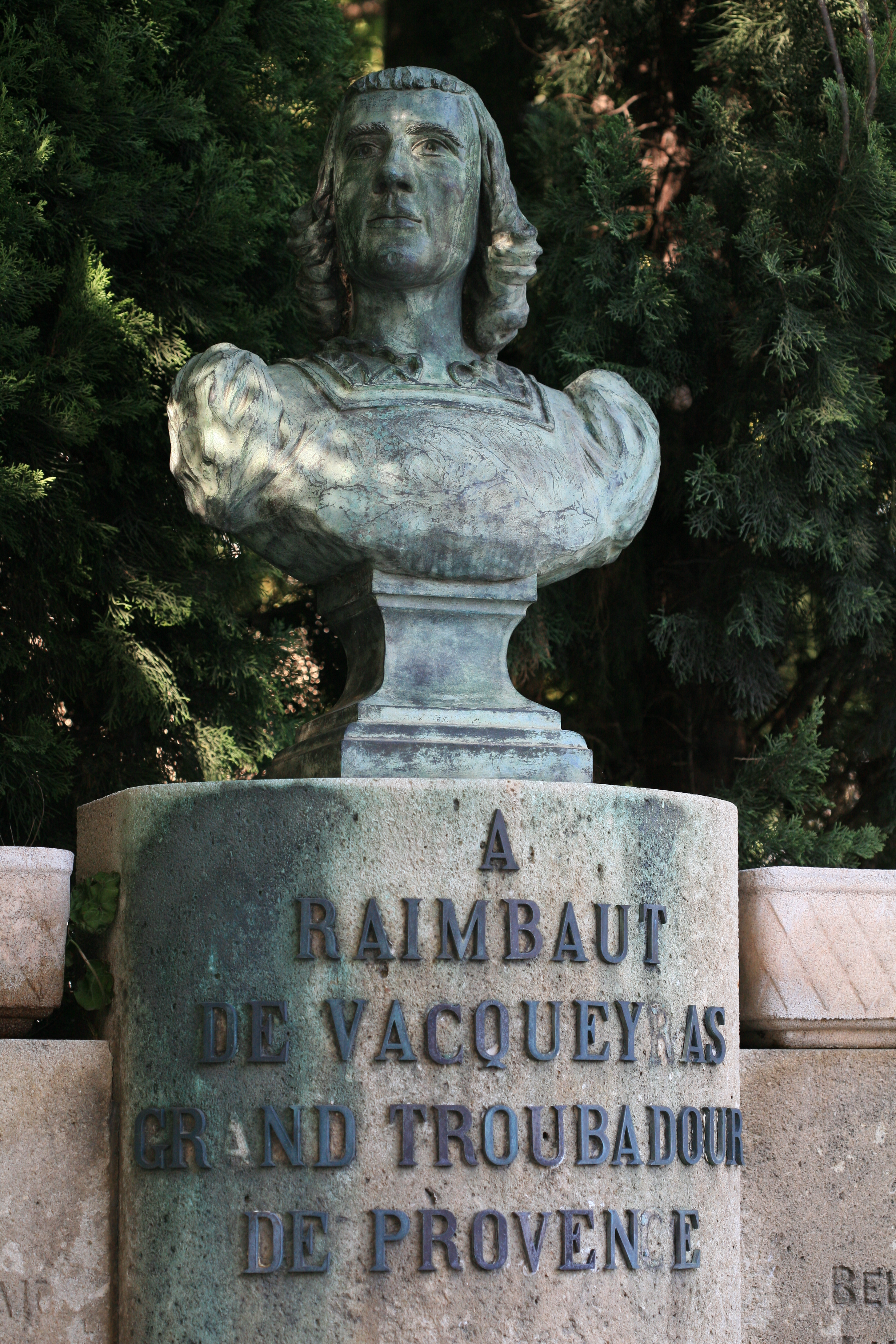
Büste in Vacqueyras

Raimbaut de Vaqueiras (auch: de Vacqueiras und de Vacqueyras; * in Vacqueyras, Provence; † nach 1202) war ein südfranzösischer Trobador aus Vacqueyras in der Provence, der hauptsächlich in Italien wirkte.
Aus dem niederen provenzalischen Adel stammend, wurde er vermutlich an den Hof des Prinzen von Oranien (Orange) geschickt, ehe er sich als einer der ersten südfranzösischen Trobadors in italienische Dienste begab. In Italien machte er sein Glück am Hof des Markgrafen Bonifatius von Montferrat, dem er nach seinen eigenen Worten als 'Zeuge' (testimoni) mutmaßlich der gräflichen Ruhmestaten, als Ritter (cavalier) und als Vortragskünstler bei Hof (joclar) zu Diensten war. Folgt man der Darstellung in seinem Reimbrief Valen Marques, Senher de Monferrat, so hat Raimbaut sich besonders durch seine militärischen Verdienste bei den Unternehmungen des Markgrafen in Oberitalien und Sizilien eine Art Vorzugsstellung in dessen Gefolge erworben.
1201 nahm Bonifatius am Vierten Kreuzzug teil. Raimbaut war während der Belagerung Konstantinopels an seiner Seite, weitere Daten sind über ihn nicht mehr bekannt. Nach dem Fall des Byzantinischen Reiches erhielt der Markgraf zur Belohnung das Königreich Thessaloniki, das er 1205 in Besitz nahm. 1207 wurde er von aufständischen Bulgaren aus dem Hinterhalt überfallen und mit den Männern in seinem Gefolge getötet. Da konkrete Nachrichten über Raimbaut fehlen, hat man vermutet, dass auch er bei dieser Gelegenheit ums Leben kam.
Raimbaut ist ein bedeutender Vertreter der Trobadordichtung, der das literarische Repertoire dieser Dichtung nicht nur beherrschte, sondern auch selbständig erweitert hat. Seine Lieder sind in der okzitanischen Dichtersprache Südfrankreichs verfasst, die sich zu dieser Zeit als Leitsprache der höfischen Sangesdichtung an den europäischen Höfen, so auch an den Kulturzentren des deutschen Minnesangs, ausbreitete und in Italien nicht nur von zugewanderten Trobadors wie Raimbaut, sondern bald auch von Italienern als Lied- und Dichtungssprache verwendet wurde.
Unter den 26 Texten, die ihm heute zugeschrieben werden, befindet sich die auch musikgeschichtlich bedeutsame Kalenda maia, der seltene Fall eines okzitanischen Tanzliedes nach der Melodie und Bauform einer Estampie, das Raimbaut verfasst haben soll, nachdem er am Hof des Grafen zwei zugereiste französische Spielleute eine Estampie fiedeln hörte. Von Raimbaut stammt auch der berühmte mehrsprachige höfische Descort Eras quan vey verdeyar, dessen fünf Strophen jeweils in einer anderen romanischen Sprache (Okzitanisch, Italienisch, Französisch, Gaskognisch, Galizisch) verfasst sind und von einer in allen fünf Sprachen verfassten Geleitstrophe abgeschlossen werden. Ferner das pastourellenartige zweisprachige Streitgedicht Domna, tant vos ai preiada, in dem der Sänger sich einer Genueserin nach allen Regeln der höfischen Kunst als Liebhaber andient und von ihr eine furiose Abfuhr auf Genuesisch (oder was Raimbaut dafür hielt) erteilt bekommt. Sein bereits erwähnter Reimbrief schließlich an den Markgrafen von Montferrat ist nicht nur ein kulturgeschichtlich bedeutsames Zeugnis über die Stellung eines Trobadors an einem italienischen Fürstenhof, sondern nimmt auch aufgrund seiner Form – drei jeweils einreimige Laissen – eine Sonderstellung in der trobadoresken Überlieferung ein.
Raimbaut spielte eine wichtige Rolle bei der Vermittlung der südfranzösischen Trobadordichtung nach Italien – wo er auch Dante und Petrarca noch beeinflusst hat – und bei der Aufnahme neuer romanischer Anregungen in diese Dichtungstradition.